# Louis Floch
Pour les articles homonymes, voir Floc'h.
Louis Floch, né le 28 décembre 1947 à Saint-Pol-de-Léon, est un footballeur français. Il évolue au poste d'ailier durant les années 1960 et 1970. Il est international juniors, espoirs, militaires, B et A (16 sélections pour 2 buts entre 1970 et 1973).

## Biographie
Chouchou des supporters[réf. souhaitée] du Paris FC de 1972 à 1974, il est transféré au PSG durant l'été 1974, facilitant ainsi le ralliement des fans du PFC au PSG. Le PFC descend en effet en Division 2 en 1974 tandis que le PSG accède à la Division 1 dans le même temps.

## Carrière de joueur
- 1965-1969 :  Stade rennais
- 1969-1972 :  AS Monaco
- 1972-1974 :  Paris FC
- 1974-1976 :  Paris SG
- 1976-1980 :  Stade brestois[1]

## Biographie
- Daniel Kehr, Loulou Floch : légende du football breton, 2017, Locus Solus édition, 192 pages,  (ISBN 9782368331651)